# De depressie van Urbanus
De depressie van Urbanus is het 42ste album in de stripreeks De avonturen van Urbanus.

## Plot
Het regent onafgebroken, tot alle huizen tot en met het dak onder water staan. Dan komt God vertellen dat deze zondvloed veroorzaakt wordt door het wenen van Oktaviëtte, de vrouw van Urbanus, die in de hemel woont. Ze mist haar dochter Urbaniëtteke, die in het vorige album bij Urbanus is komen wonen. De enige oplossing is Urbaniëtteke terug naar de hemel te halen. Maar dat is niet naar de zin van Urbanus, die nu zijn dochter mist. Hij doet allerlei zelfmoordpogingen om zo in de hemel bij Oktaviëtteke en Urbaniëtteke te kunnen komen. Uiteindelijk is God het beu, en besluit dat Urbanus twee keer per jaar naar de hemel mag komen op voorwaarde dat hij stopt met zijn zelfmoordpogingen.